# 지기 독
지기 독 (Jiggy Dogg)은 철한과 MPS로 이루어진 대한민국의 힙합 듀오이다. 원래 대학교 친구였던 철한, Bere, MK-Sin으로 이루어진 Python이란 이름의 3인조가 시초였던 이 팀은, 2001 대한민국 앨범 콘서트를 통해 데뷔, GaiA의 지지를 받으면서 활동하였다. 그러다가 음악적인 견해 차이로 철한이 팀에서 나와 고등학교 친구인 MPS와 "절친하고 화려한 동료"라는 의미의 Jiggy Dogg을 결성하였다.
이 팀은 홍대 클럽 Slug.er에서 꾸준히 공연 활동을 하다가 2003년 Slug.er Hiphopscene 컴필레이션 앨범에서 "삶의 이유", "Practice" 두 곡으로 참여하여 매니아들에게 좋은 인상을 남겼다. 또 2003년부터 대학로를 기점으로 신촌, 홍대, 분당, 안양시 등에서 꾸준히 길거리 공연을 선보이기도 하였다. 2007년에는 첫 번째 EP 앨범 Still on the Ground를 발표하였다. 2008년에는 오버그라운드 데뷔작인 Missing You를 발표하였으나 반응은 미미하였다. 이 다음 앨범은 2년 4개월 만인 2010년 10월, 둘의 소속사인 EM 컴퍼니를 통해 발표되었다.
2011년 8월에는 가수 J의 신곡 Super Star에 피쳐링하였으며, 출발 드림팀에 출연한 적도 있었다. 2012년 들어 불후의 명곡 시즌 2에서 소냐가 부른 〈상아의 노래〉에 피쳐링하면서 눈길을 끌기도 하였다. 2013년에는 큰 활동은 없었지만 대학 축제 및 여러 페스티벌에서 공연을 선보이기도 하였으며, 2014년 1월 발표된 타프카 부다의 앨범에 피쳐링으로 참여하였다.
대표곡: 삶의 이유, Streetsoul Brothers, War Game, Missing You, 됐다고 해

## 디스코그래피
- 2007년 8월 2일 Still on the Ground EP
- 2008년 6월 9일 Missing You 미니 앨범
- 2010년 10월 12일 Dogged Mind 미니 앨범
- 2010년 11월 11일 《부모님》 디지털 싱글
- 2011년 9월 1일 《5분 대기조》 디지털 싱글
- 2012년 2월 1일 《싹 다 비워》 디지털 싱글
- 2012년 5월 3일 《술이 문제야》 디지털 싱글
- 2012년 9월 21일 《내가 이럴 줄 몰랐어》 디지털 싱글

## 참여곡
- 2003년 Slug.er Presents Hiphopscene 앨범 참여 - 삶의 이유, Practice
- 2003년 Hiphop Indie Power 참여 - 마지막 콘서트
- 2003년 Tafka Buddah 1집 'Trauma' 참여 - Betrayal
- 2006년 배치기 2집 앨범 프로듀서 참여 - 청춘고백
- 2007년 스나이퍼 4집 앨범 프로듀서 참여 - 우리집